# Navicentrum
Navicentrum, Przedsiębiorstwo Projektowo-Usługowe NAVICENTRUM Sp. z o.o. – biuro projektowe okrętów i innych jednostek pływających, działające we Wrocławiu od 1952 roku, a w obecnej formie prawnej od 1992 r. Biuro projektuje jednostki pływające zarówno śródlądowe jak i morskie. Ponadto w obecnej ofercie biura zaprezentowano możliwość projektowania takich konstrukcji pływających jak domy na wodzie czy pontony i platformy pływające .

## Historia
Firma rozpoczęła działalność w 1952 roku jako przedsiębiorstwo państwowe . Dnia 1 lipca 1951 r. powołano Centralne Biuro Konstrukcyjne Taboru Rzecznego. Natomiast na podstawie zarządzenia wydanego przez Ministra Żeglugi z dnia 1 sierpnia 1951 r. utworzone przedsiębiorstwo państwowe pod nazwą Biuro Konstrukcyjne Taboru Rzecznego z siedzibą we Wrocławiu przy ulicy Siemieńskiego 12 . Pierwszym dyrektorem przedsiębiorstwa został Czesław Śladkowski  . W latach 1952–1992 dwukrotnie zmieniano nazwę przedsiębiorstwa . Zmieniono także jego siedzibę. W 1973 r. biuro przeniesiono do budynku położonego przy Placu Nowy Targ 28 , do nowego budynku, którego budowę rozpoczęto w 1965 r. Budynek ten powstał w południowo-wschodnim narożniku placu. Został wzniesiony wg projektu typowego.
W 1992 r. dokonano jego przekształcenia w spółkę pracowniczą , co nastąpiło z dniem 01.01.1992 r. . Navicentrum jako jedna z pierwszych pracowni projektowych w Europie zaczęła projektować i wprowadzać system pchany, w miejsce holowanego, dla jednostek transportowych śródlądowych, który od przełomu lat 50 i 60 stanowi podstawę eksploatowanych statków w żegludze śródlądowej. W biurze tym od 1958 r. projektowano jednostki wg opracowanego typoszeregu barek motorowych BM-500, a także barek o nośności 660 t. Oprócz wymienionych projektowano także pogłębiarki ssące i kubełkowe, lodołamacze o i inne. W roku 1998 został przekazany do eksploatacji dla Wyższej Szkoły Morskiej w Szczecinie zaprojektowany w Navicentrum statek naukowo–badawczy.
W historii biura powstawały projekty stanowiące podstawę budowy ponad 300 typów obiektów śródlądowych. Biuro współpracowało ze wszystkimi polskimi stoczniami śródlądowymi, a także z niektórymi stoczniami morskimi. Zaprojektowane w Navicenrtum statki budowane były z przeznaczeniem dla armatorów między innymi z Belgii, Egiptu, Holandii, Francji, Niemiec, Nigerii, Norwegii, Wietnamu i inne. Wykonywano także – szczególnie w początkowym okresie działalności biura – dokumentacje remontowe istniejącej floty, oraz opracowywano dokumentacje dla produkcji specjalnej i pokrewnej przemysłowi stoczniowemu . Biuro było także kontynuatorem prac nad projektami barki "Wielkiej Wrocławki" .
Oprócz działalności stricte projektowej, biuro prowadziło także działania w zakresie :
- prac studialnych, prognostycznych, badawczych w zakresie działalności bieżącej i rozwoju żeglugi śródlądowej, stoczni rzecznych, śródlądowych dróg wodnych,
- nowych metod budowy i remontów jednostek pływających,
- organizacji produkcji stoczniowej i normowania pracy,
- ekonomiki transportu śródlądowego,
- zastosowania i rozwoju informatyki w branży.

Ponadto przez pewien okres przedsiębiorstwo miało również pracownię projektową budownictwa wodnego .
W najlepszym okresie działania biura, w latach 70 XX w., zatrudniało ono ponad 450 pracowników. Przedsiębiorstwo miało wówczas także swoje filie w innych miastach, tj. w Szczecinie, Gdańsku, Płocku, Warszawie i Opolu  . Wraz z systematycznym upadkiem żeglugi śródlądowej i stoczni w Polsce, zatrudnienie w kolejnych latach spadało do poziomu około 15 pracowników w 2015 r. . Kadrę biura projektowego stanowili początkowo pracownicy byłego Wydziału Konstrukcyjnego Stoczni Odrzańskich  , później także absolwenci różnych wyższych uczelni, w tym między innymi Politechniki Gdańskiej, Szczecińskiej, a następnie Wrocławskiej .
Przedsiębiorstwo posiadało w różnych okresach podległe mu jednostki organizacyjne, działające poza główną siedzibą  . Obejmowały one między innymi :
- we Wrocławiu:
  - pracownia V (projektowania modelowego) na terenie Technikum Żeglugi Śródlądowej przy ul. Brücknera 10,
  - pracownia VII (projektowa) na terenie Wrocławskiej Stoczni Rzecznej przy ul. Kwidzyńskiej 2,
  - pracownia B-1 (badawcza) Zakładu Studiów i Badań przy ul. Sokolej 2,
- poza Wrocławiem:
  - pracownia VII (projektowa) w Płocku, na terenie Płockiej Stoczni Rzecznej przy ul. Popłacińskiej 42,
  - pracownia B-2 (badawcza) Zakładu Studiów i Badań-Zakład Prognozowania w Warszawie, ul. Chocimska 4
  - Zespół Projektowy w Gdańsku przy ul. Wały Piastowskie 4.

Przedsiębiorstwo należało do zjednoczenia branżowego – Zjednoczenia Żeglugi Śródlądowej i Stoczni Rzecznych we Wrocławiu, podległemu Ministrowi Żeglugi, a po likwidacji tego ministerstwa 1 lipca 1974 r., przejściowo włączono do Zjednoczenia Morskich Stoczni Remontowych w Gdańsku. Z tego powodu wydzielono w przedsiębiorstwie dwie pracownie badawcze, które włączone zostały do Zjednoczenie Żeglugi Śródlądowej podporządkowanego Ministerstwu Komunikacji. Jednak w 1976 r. zdecydowano o włączeniu Centrum do Zjednoczenia Żeglugi Śródlądowej. Z tego względu połączono Biuro Badawczo Projektowe Żeglugi Śródlądowe z Centrum 7 tworząc przedsiębiorstwo państwowe Centrum Badawczo Projektowe Żeglugi Śródlądowej "Navicentrum", które przynależało do Zjednoczenia Żeglugi Śródlądowej, działającego pod nadzorem Ministerstwa Komunikacji .

## Nazwy
Przedsiębiorstwo w kolejnych latach nosiło kolejno następujące nazwy  :
- Biuro Konstrukcyjne Taboru Rzecznego (BKTR)[1][2] [3]  (od 1952 r. do 1 lipca 1958 r.)[2] ;
- Biuro Projektów i Studiów Taboru Rzecznego (BPiSTR)[2] [3]  (od 11 lipca 1958 r. do 30 czerwca 1973 r.)[2] ;
- Centrum Badawczo-Projektowe Żeglugi Śródlądowej i Stoczni Rzecznych (jako ośrodek badawczo-rozwojowy; od 1 lipca 1973 r.[i] do 16 października 1973 r.[j])[3]
- Centrum Badawczo Projektowe Żeglugi Śródlądowej NAVICENTRUM (CBPŻŚ)[1][2] [3]  (od 30 czerwca 1973 r.[2]  /16 października 1973 r.[3] / do 1 stycznia 1992 r.[2] )
- Przedsiębiorstwo Projektowo-Usługowe NAVICENTRUM Sp. z o.o. (od 1 stycznia 1992 r.)[2] [3] .

## Zaprojektowane jednostki
W Navicentrum zaprojektowano między innymi :
- holowniki: parowy 250KM, motorowy 300KM[k][3] ,
- pchacze: "Mazur", "Żubr", "Tur", "Bizon", "Nosorożec", "Muflon"[1][3]  "Koziorożec", "Bawół", "Łoś", "Daniel", "Renifer", "Karibu", "Jeleń"[3] ,
- barki motorowe serii BM-500[1], BM-600[3] ,
- barki 600 t[1], BP-2000, BPZ-3450, BP-ATO[3] ,
- barki pchane 4 tys. t[2] ,
- serie zbiornikowców śródlądowych do przewozu m.in. paliw płynnych, chemikaliów (chemikaliów), olejów jadalnych[2] ,
- statki pasażerskie na śródlądowe drogi wodne (rzeki, jeziora), a także przeznaczone dla morskiej żeglugi przybrzeżnej[2] ,
- flotylla jednostek przystosowanych do prac regulacyjnych i budowlanych, m.in.: kafary, szalandy, warsztaty pływające, dźwigi pływające, koszarki, kotwiarki; dla potrzeb administracji dróg wodnych śródlądowych[2] .

Inne, wybrane projekty jednostkowe:
- zestaw pchany na rzekę Rodan: pchacz o mocy 3200 KM i dwie barki po 3 500 t nośności każda z nich[1],
- pchacz 2x675 kM przeznaczony do pchania jednej barki o nośności 2350 t[3] ,
- statek naukowo-badawczy dla Wyższej Szkoły Morskiej w Szczecinie[b][1],
- drobnicowiec 1100 t dla Wietnamskiej Republiki Demokratycznej[2] ,
- lodołamacz L- 250[3] ,
- kabotażowce KŻ-450 "Flora" i "Emilia" dla Żeglugi Szczecińskiej[3] ,
- zbiornikowce wodne typu "Śnieżka" przeznaczone do zaopatrywania statków morskich w wodę[3] ,
- bunkierki paliwowe dla dawnych CPN w szczecinie ZB-400, ZB-700, i ZB-1000[3] ,
- kutry hydrograficzne ZKH- 400 "Galaktyka" oraz ZKH-150[3] ,
- promy drogowe i pasażerskie dla Świnoujścia i rejonu Gdańska[3] ,
- ok. 20 typów wyspecjalizowanych statków morskich, przybrzeżnych i portowych, w tym m.in.: "Flora" dla Żeglugi Szczecińskiej, towarowiec 499 BRT dla Anglii "Sla Thanes", drobnicowiec DRM 540/740 dla Norwegii "Frendo Norden" oraz statki obsługi portowej[3] .

## Przekształcenie
Trudna sytuacja przedsiębiorstwa w dobie zmian ustrojowych i upadku żeglugi śródlądowej oraz zapoczątkowany w Polsce proces przekształceń własnościowych doprowadziły do podjęcia działań, których efektem były zmiany własnościowe i formalne w zakresie firmy. Pierwszym etapem było zebranie informacyjne pracowników ”Navicentrum” z udziałem dyrekcji, rady pracowniczej i firmy konsultacyjnej, które przeprowadzono 9 listopada 1990 r. Podjęto na nim uchwałę zobowiązującą dyrekcję i radę pracowniczą, do opracowania i złożenia wniosku do Ministerstwa Transportu i Gospodarki Morskiej o wszczęcie postępowania likwidacyjnego w celu sprzedaży przedsiębiorstwa nowo powołanej przez pracowników spółce z o.o.. Spółka została zarejestrowana w Państwowym Biurze Notarialnym we Wrocławiu 4 grudnia 1990 r. . Następnie  :
- ustalono termin rozpoczęcia likwidacji na dzień 1 grudnia 1991 r. (Zarządzeniem Nr 242 Ministerstwa Transportu i Gospodarki Morskiej z dn. 20 listopada 1991 r. w sprawie likwidacji Centrum Badawczo Projektowego Żeglugi Śródlądowej NAVICENTRUM),
- wyznaczono termin zakończenia likwidacji na dzień 31 grudnia 1991 r.
- przedsiębiorstwo uznane zostało za zlikwidowane (decyzją nr 83 Ministra Transportu i Gospodarki Morskiej z dnia 13 maja 1992 r.).

Od tego momentu firma funkcjonuje jako spółka prawa handlowego – spółka z ograniczoną odpowiedzialnością  .

## Współczesność
Jak wyżej zaznaczono po zmianach ustrojowych w Polsce przedsiębiorstwo państwowe zostało przekształcone w spółkę pracowniczą. Obecnie firma działa jako spółka z ograniczoną odpowiedzialnością w oparciu o przepisy kodeksu handlowego. Zgodnie z portfolio spółki, oferuje ona projektowanie i nadzór autorski nad budową jednostek pływających zarówno śródlądowych jak i morskich. Możliwe jest projektowanie jednostek zgodnie w wymogami różnych obowiązujących w świecie standardów i wymogów opracowanych przez towarzystwa klasyfikacyjne . Spółka wpisana jest do Krajowego Rejestru Sądowego pod numerem KRS 0000065873 .